# ゲンナジー・トロシェフ

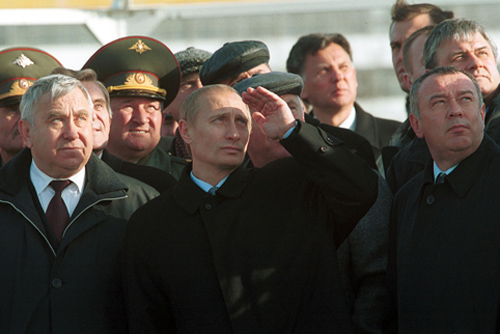
ウラジーミル・プーチン大統領のすぐ後ろの軍帽をかぶった人物がトロシェフ（2000年）

ゲンナジー・ニコラエヴィチ・トロシェフ（Генна́дий Никола́евич Тро́шев, 1947年3月14日 - 2008年9月14日）は、ロシアの軍人、政治家。ロシア連邦大統領顧問（2003年2月 -）。大将。ロシア連邦英雄。

## 経歴
ドイツ、ベルリンに生まれる。モスクワ土地開発技師大学を卒業した後、1969年、カザン高等指揮戦車学校を卒業。1976年、R.Ya.マリノフスキー名称装甲戦車兵軍事アカデミーを卒業。1988年、ソ連軍参謀本部軍事アカデミー卒業。
戦車部隊に勤務し、ドイツ駐留ソ連軍の第10戦車師団長、北カフカーズ軍管区の第42軍団長を歴任。1995年～1997年、北カフカーズ軍管区の第58諸兵科連合軍司令官となり、第一次チェチェン紛争で統合軍集団を指揮した。
1997年7月、北カフカーズ軍管区副司令官となり、同年8月から在ダゲスタン連邦軍集団、後に在北カフカーズ連邦軍集団「ヴォストーク」集団を指揮。2000年1月、同管区第一副司令官、同年4月～6月、在北カフカーズ統合連邦軍集団司令官、同年5月～2002年12月、同管区司令官。
2003年2月、大統領顧問に任命され、連邦管区大統領全権代表機構の活動の調整を担当した。2004年3月30日、大統領顧問に再任。2008年9月14日に、ペルミ州ペルミ空港に向けて着陸進入中のアエロフロート・ノルドのボーイング737型機が墜落し、死去した（アエロフロート821便墜落事故）。

## 著書
- "Моя война"（「私の戦争」、2001年）
- "Чеченский рецидив"（「チェチェンの再発」、2003年）

## パーソナル
結婚し、2人の娘あり。釣りとギターが趣味。
国家財団「社会承認」保護者会議、独立組織「市民社会」、法保護・立法・司法機関協力国家市民委員会の共同議長。
ダゲスタンとチェチェンでの対テロ作戦に対して、ロシア連邦英雄称号を受賞（1999年）。三等「ソ連軍における祖国への奉仕に対する」勲章、人民友好勲章、「武勲に対する」勲章、「ロシア国家の強化に対する」ピョートル大帝勲章等を受章。金名誉称号「社会承認」、名誉称号「経済の金の盾」称号を有する。その外、国際財団から「地球上の善の増大に対する」ニコライ・チュドトヴォレツ勲章を受章、A.V.スヴォーロフ賞、G.K.ジューコフ賞を受賞。

## 参考
- www.kremlin.ru（英語）